# Ryu Se-ra
Ryu Se-ra (hangul: 류세라; hanja: 柳世羅; rr: Ryu Se-ra, nascida em 3 de outubro de 1987), também conhecida pelo monônimo Sera (hangul: 세라), é uma cantora e compositora sul-coreana assinada pela agência OCTO, fundada pela própria. Ela é ex-líder e vocalista principal do girl group sul-coreano Nine Muses.

## Career

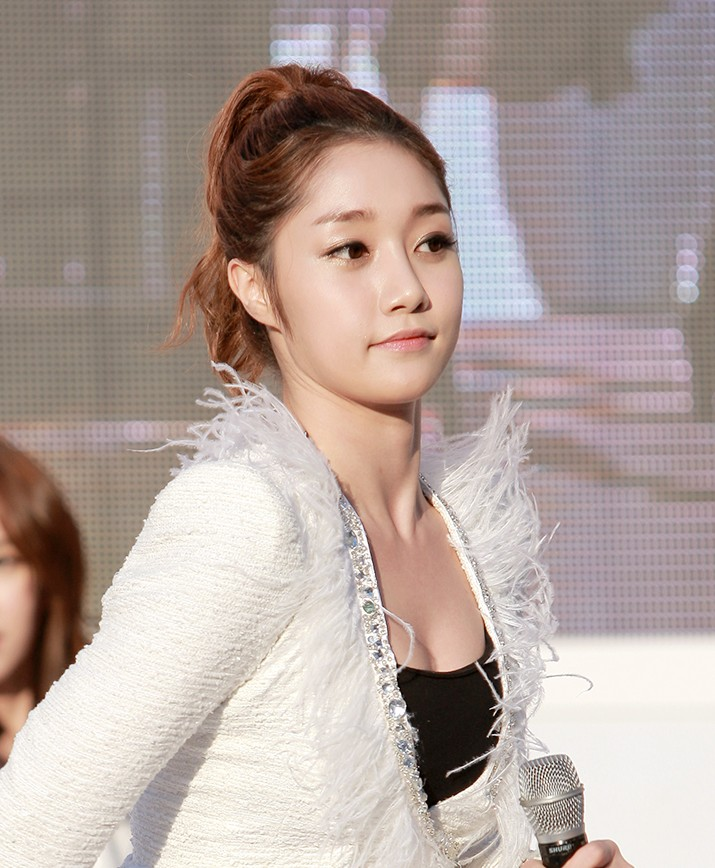
Ryu Se Ra no Soul Plaza, outubro de 2012.

### 2010–2014: Estréia com o Nine Muses
Em 12 de agosto de 2010, Ryu estreou como parte do grupo feminino Nine Muses. Mais tarde, ela se tornou a líder e vocalista principal do grupo, após a saída do ex-líder Rana. Em 23 de junho de 2014, a Star Empire anunciou que o contrato exclusivo de Ryu havia expirado e que ela havia decidido se graduar do grupo.

### 2015–present: Solo activities and new agency
Em 1 de agosto de 2015, Ryu lançou seu primeiro EP solo "SeRen: Ade". Em setembro de 2015, Ryu realizou seu primeiro show solo em Hongdae, para o qual 600 pessoas compareceram.
Em março de 2018, Ryu fundou uma nova agência OCTO e anunciou que continuará atividades solo com seu nome real, Ryu Se-ra. Um funcionário da agência declarou que o nome OCTO carrega um significado para um novo começo. Em 2 de março, Ryu lançou um único álbum "Stay Real", gerenciado e publicado por sua nova agência. Mais tarde naquele mês, Ryu realizou um segundo concerto solo intitulado "Spring Rain" no palco do Olympic Hall Muse Live, seguido por um concerto intitulado "Sun Shower", realizado em 23 de junho de 2018 no palco da CKL. Desde 2014, Ryu atua no YouTube, onde compartilha suas atividades solo e covers de músicas com seus fãs.

## Discografia

### Extended plays
| Título                                                                              | Detalhes                                        | Melhor posição nas paradas musicais | Vendas |
| Título                                                                              | Detalhes                                        | KOR                                 | Vendas |
| ----------------------------------------------------------------------------------- | ----------------------------------------------- | ----------------------------------- | ------ |
| SeRen:Ade                                                                           | - Lançamento: 1 de agosto de 2015 - Formato: CD | —                                   | —      |
| "—" significa que o lançamento não entrou nas paradas ou não foi lançada na região. |                                                 |                                     |        |

### Single álbuns
| Título                                                                              | Detalhes                                                                           | Melhor posição nas paradas musicais | Vendas |
| Título                                                                              | Detalhes                                                                           | KOR                                 | Vendas |
| ----------------------------------------------------------------------------------- | ---------------------------------------------------------------------------------- | ----------------------------------- | ------ |
| Stay Real                                                                           | - Lançamento: 2 de março de 2018 - Gravadora: OCTO - Formato: CD, download digital | —                                   | —      |
| "—" significa que o lançamento não entrou nas paradas ou não foi lançada na região. |                                                                                    |                                     |        |

### Singles
| Título                                                                              | Ano                          | Melhor posição nas paradas musicais | Vendas                       | Álbum                        |
| Título                                                                              | Ano                          | KOR                                 | Vendas                       | Álbum                        |
| Aparições de trilhas sonoras                                                        | Aparições de trilhas sonoras | Aparições de trilhas sonoras        | Aparições de trilhas sonoras | Aparições de trilhas sonoras |
| ----------------------------------------------------------------------------------- | ---------------------------- | ----------------------------------- | ---------------------------- | ---------------------------- |
| "Day By Day" (하루하루)                                                             | 2016                         | —                                   | —                            | Good People OST Part.14      |
| "—" significa que o lançamento não entrou nas paradas ou não foi lançada na região. |                              |                                     |                              |                              |

## Filmografia

### Séries televisivas
| Ano  | Título            | Emissora | Papel           | Ref.   |
| ---- | ----------------- | -------- | --------------- | ------ |
| 2013 | Blue Tower        | tvN      | Tae-hee (Cameo) |        |
| 2013 | Reckless Family 2 | MBC TV   | Sera            | [ 20 ] |

### Documentários
| Ano  | Título                 | Diretor       |
| ---- | ---------------------- | ------------- |
| 2012 | 9 Muses of Star Empire | Lee Hark-joon |

## Endossos
- [2011] CJ Condition Raisin Tree Drink (com Oh Ji-ho)
- [2013] Hug Ozawa's Eyes Cloud Glasses
- [2013] Jinjusangdan Hanboks

## Carreira de modelo
- 2011 Seoul Fashion Week
- 2012 Korean International Style Show in Japan
- 2012 K-Collection in Seoul
- 2012 K-pop Nature Concert in Jeju